# Катерина Грей
Катерина Ґрей (англ. Catherine Grey вживалося також написання Katherine або Katharine; 25 серпня 1540, Лестер — 26 січня 1568, Лондон) — середня з сестер Ґрей. Її старшою сестрою була «Дев'ятиденна королева» Джейн Ґрей, молодшою — Марія Ґрей.
Батьками леді Катерини були Генрі Ґрей, 3-й маркіз Дорсет, і леді Френсіс Брендон, дочка Чарльза Брендона, 1-го герцога Саффолка, і Марії Тюдор.
Марія Тюдор була дочкою короля Генріха VII і Єлизавети Йоркської і молодшою сестрою короля Генріха VIII. Сестри Ґрей — Джейн, Катерина і Марія, відповідно з Актом про престолонаслідування від 1543 року і заповітом Генріха VIII, були згадані серед спадкоємців на трон Англії після дітей короля — Едуарда, Марії та Єлизавети. Нащадки старшої сестри Генріха VIII, Маргарити Тюдор, зокрема її дочка Маргарита Дуглас і внучка Марія Стюарт, не фігурували в числі претендентів на престол, хоча і неодноразово заявляли про свої домагання на корону під час правління Єлизавети Тюдор.

## Перший шлюб
Катерина була другою дочок подружжя Ґрей, які вижили в дитинстві. Як і її сестри, Джейн і Марія, вона отримала чудову освіту, основу в якій було зроблено на вивчення іноземних і стародавніх мов: латини, грецької, французької та італійської. У той час як Джейн Ґрей здобула славу однієї з найбільш освічених і розумних жінок свого часу, її сестра Катерина, не настільки обдарована, вважалася найкрасивішою з сестер Ґрей.
Її першим чоловіком став Генрі Герберт, син Вільяма Герберта, 1-го графа Пембрук і племінник королеви Катерини Парр. Їх весілля відбулося в той же день, що і весілля її старшої сестри Джейн з Гілфордом Дадлі — 21 травня 1553 року. Обидва цих шлюби були укладені з метою не допустити приходу до влади католицької партії на чолі з принцесою Марією Тюдор, дочки Генріха VIII і Катерини Арагонської. Король-протестант Едуард VI, який перебував на той момент при смерті, під тиском Джона Дадлі, герцога Нортумберленда змінив порядок спадкування, виключивши з кола претендентів принцесу Марію, її єдинокровну сестру принцесу Єлизавету і леді Френсіс Брендон і призначивши своєю спадкоємицею леді Джейн. Король помер 6 липня 1553 року, а вже 10 липня Джейн Ґрей була проголошена королевою, згідно з новим Актом про престолонаслідування.
Джейн була скинута через кілька днів, 19 липня 1553 року і законною королевою була оголошена Марія. Сім'я Ґрей впала в немилість, і граф Пембрук, свекор Катерини, намагаючись всіляко дистанціюватися від нових родичів, виставив її з дому. Шлюб Генрі Герберта і леді Катерини Ґрей був анульований близько 1555 року.
Оскільки леді Френсіс Брендон, як і її мати Марія Тюдор, свого часу надавали підтримку і співчуття першій дружині Генріха VIII Катерині Арагонскій і самій Марії, то незабаром після сходження на трон нова королева дозволила їй та її дочкам — Катерині та Марії — повернутися до двору.

## Домагання на англійський престол
Вже на початку правління Єлизавети I було піднято питання про наступника, оскільки королева досі залишалася неодруженою і бездітною. З усієї низки спадкоємців, згадуваних в заповіті Генріха VIII, до початку 1560-х років, в живих залишалися четверо: сама Єлизавета, Катерина Ґрей, Марія Ґрей і Маргарет Кліффорд. Шанси Катерини зайняти трон вважалися найкращими, тим більше, що нащадки старшої сестри Генріха, Маргарити Тюдор, зовсім були виключені з лінії спадкоємства. Мимоволі вона стала для Єлизавети такою ж загрозою, якою свого часу була леді Джейн для королеви Марії — основною претенденткою на корону Англії при бездітній королеві. Така ситуація викликала напруженість у їхніх стосунках ще й з тієї причини, що Єлизавета не відчувала теплих почуттів ні до Катерини, ні до Марії. Це пояснювалося тим, що сімейство Ґрей не визнало другий шлюб короля Генріха VIII з Анною Болейн, матір'ю Єлизавети і, більш того, відкрито виражало своє презирство королеві Анні. Запанувавши на троні Англії, Єлизавета дозволила сестрам Ґрей залишитися при дворі в якості фрейлін, хоча і не включила їх до числа особливо наближених.
Проте, монархи інших європейських держав сприймали Катерину Ґрей як повноправну спадкоємицю Єлизавети і підтримували з нею зв'язок через своїх посланців. Зокрема, особливу прихильність Катерини здобув іспанський посланець граф Феріа, якому вона скаржилася на гноблення й образи з боку Єлизавети. В середині 1559 року поширилися чутки про підготовку до викрадення Катерини і її подальшого шлюбу з доном Карлосом або з ким-небудь ще з Габсбургів.
Дізнавшись про це, Єлизавета змінила тактику поводження з племінницею. Зовні вона, здавалося, симпатизувала Катерині і навіть виявляла бажання удочерити її, «хоча навряд чи можна сказати, що їх пов'язують почуття, подібні до тих, що існують між матір'ю і дитиною», — зазначав змінивший графа Феріа посланець де Куадра. Проте подальші події призвели до краху планів Катерини Ґрей коли-небудь зайняти трон Англії.

## Другий шлюб
Будучи фрейліною ще при дворі королеви Марії I, Катерина здружилася з Джейн Сеймур[en], дочкою Едуарда Сеймура, 1-го герцога Сомерсета. Леді Джейн припадала племінницею покійній королеві Джейн Сеймур і була названа в її честь. Вона познайомила Катерину зі своїм братом Едуардом Сеймуром, 1-м графом Хартфордом. Між Катериною і Едуардом зав'язалися романтичні стосунки, і в березні 1559 року Сеймур просив у леді Френсіс руки її дочки, але отримав ухильну відповідь. Вона була згодна на їхній шлюб, але лише в тому випадку, якщо він буде угодний королеві Єлизаветі. Проте, незадовго до своєї смерті в листопаді 1559 року леді Френсіс написала листа королеві з проханням дозволити Катерині вийти за Сеймура, але він, ймовірно, так і не був відправлений.
Вирішивши діяти самостійно, Катерина і Сеймур таємно одружилися в кінці 1560 року. Церемонія відбулася в будинку Едуарда, їх обвінчав католицький священик, і Джейн Сеймур була єдиним свідком. Не було ніяких офіційних записів, які реєструють цей союз, що давало підставу визнати його недійсним, тим більше що Катерина не отримувала дозвіл на шлюбу від Єлизавети.
Хоча цей шлюб залишався таємницею для всіх, багато хто помітив, що леді Ґрей і Едуард Сеймур надають один одному підвищену увагу. Придворні, включаючи Вільяма Сесіла, настійно рекомендували Катерині утриматися від настільки явної симпатії до Сеймуру, але вона заперечувала будь-які домисли. Деякий час по тому, щоб уникнути поширення неприємних пліток, Єлизавета відправила Сеймура і Томаса Сесіла, старшого сина Вільяма Сесіла, у Францію з метою поліпшення освіти. Їдучи, Едуард залишив дружині документ, який засвідчував законність їхнього шлюбу, а також в разі його смерті її право на спадщину. Але Катерина втратила документ, і після смерті леді Сеймур в березні 1561 роки від туберкульозу не залишилося більше ніяких доказів цього шлюбу.
Катерина не обмовилася і словом про свій шлюб, навіть завагітнівши, але коли її вагітність досягла восьмимісячного терміну, вона надіслала листа Сеймуру, благаючи його негайно повернутися до Англії, але лист було перехоплено і розкрите королівським інформатором, який виконував обов'язки кур'єра. Катерині в примусовому порядку було наказано супроводжувати королеву під час літньої подорожі по Англії. Вже в Іпсвічі, доведена до відчаю, Катерина вирішила просити підтримки у впливових придворних. Спочатку вона звернулася по допомогу до Бесс Хардвік, але та, побоюючись гніву королеви, навідріз відмовилася допомагати в настільки делікатній справі, адже вчинок Катерини і Сеймура міг бути розцінений як зрада, а за це карали стратою.
Не втрачаючи надії, Катерина потайки навідалася в покої всесильного фаворита королеви Роберта Дадлі, благала його про допомогу, але той, зі страху бути скомпрометованим її нічним візитом, відразу ж доповів про все Єлизаветі.
Королева була в нестямі від гніву на Катерину: її шлюб, як представниці династії Тюдорів і потенційної спадкоємиці престолу, — питання державної ваги, а вона посміла вступити в шлюб без королівського дозволу. Неодружена й бездітна Єлизавета також побоювалася, що якщо у Катерини народиться син, це може спровокувати державний переворот в підтримку леді Ґрей. Бесс Хардвік заарештували, оскільки Єлизавета була переконана в її причетності, а також в тому, що все, що сталося було частиною змови проти неї.
Незабаром і Катерина була ув'язнена в Тауер, куди пізніше до неї приєднався її чоловік, Едуард Сеймур, який повернувся з Франції. Під час перебування в ув'язненні Катерина і Сеймур часто бачилися, чому сприяв служитель Тауера Едуард Уорнер, який ставився із співчуттям до молодого подружжя.
З метою з'ясування всіх обставин цього таємного весілля допитам були піддані Катерина, Едуард, вся їх прислуга, а також брат Сеймура, Генрі. Подружжя не змогли надати жодних доказів законності їхнього шлюбу: не було записів, що офіційно засвідчують шлюб, не було свідків, навіть ім'я священика, який обвінчав їх, також не було відомо, так як його запрошувала покійна леді Джейн Сеймур. Тим часом, поки тривали розгляди, 21 вересня 1561 року Катерина народила в Тауері первістка, названого Едуардом, традиційним для сімейства Сеймур ім'ям.

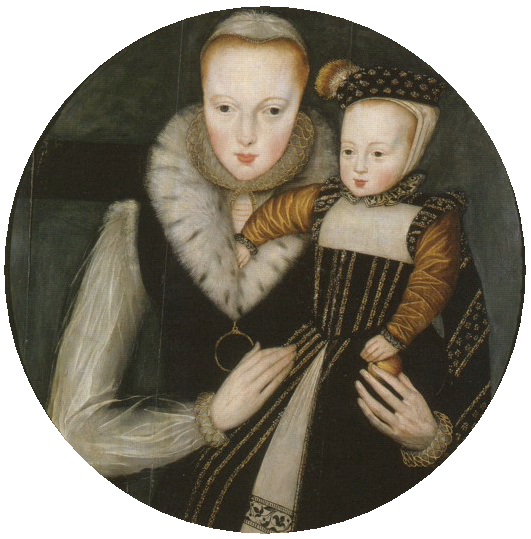
Катерина Ґрей з сином Едуардом. Мініатюра роботи невідомого художника, бл. 1562 р

Справою Катерини зайнялася церква, і після довгих суперечок 10 травня 1562 року архієпископ Кентерберійський Меттью Паркер виніс рішення: шлюб не був узаконений за церковними канонами, і отже недійсний і підлягає анулюванню, а син леді Ґрей і Сеймура був оголошений незаконнонародженим. Сеймуру ж наказали внести в казну штраф в розмірі 15 тис. марок (пізніше сума була скорочена до 3 тис. марок) за «спокушання діви королівської крові».
Леді Ґрей з Сеймуром як і раніше залишалися в Тауері, і, незважаючи на всі заборони, продовжували жити разом як подружжя. У лютому 1563 року Катерина народила другого сина — Томаса, на честь двох колись страчених родичів: Томаса Сеймура і лорда Томаса Грея. Дізнавшись про це, королева втратила терпіння і начисто втратила будь-які добрі почуття до Катерини. За наказом Єлизавети пара була розлучена: Едуард разом зі старшим сином відправлений під домашній арешт до своєї матері герцогині Сомерсет в Ханворт, Катерина з малятком Томасом — до Джона Ґрей, її дядька, в Ессекс.
Незважаючи на опальне становище, Катерина все ж залишалася головною претенденткою на трон Англії. Народження двох здорових синів зміцнило її позиції, це забезпечувало спадкоємність. Але стан її здоров'я погіршувався. Після смерті в 1564 році Джона Грея, Катерина змінила кількох опікунів, поки, нарешті, у вересні 1567 роки не переїхала в Саффолкшір, де її доглядачем був призначений сер Оуен Хоптон. На той час вона вже була важко хвора. Королівські лікарі, оглянувши її, прийшли до висновку, що це остання стадія туберкульозу, і допомогти їй вже неможливо. У січні 1568 року Хоптон повідомив в листі Сесілю, що Катерина при смерті. 26 січня леді Катерина Ґрей померла у віці близько 27 років. Вона була похована в церкві села Йоксфорд, графство Саффолкшір.

## Спадкоємці
Незабаром після смерті Катерини Едуарду Сеймуру було дозволено повернутися до двору. Протягом усього життя він подавав прохання про визнання його синів закононародженими, а також про відновлення їх у правах спадкоємців англійського престолу. У 1606 році, через три роки після смерті Єлизавети, його клопотання було задоволено.

## В культурі
Катерина Ґрей є головною дійовою особою історичного роману британської письменниці та історика Елісон Уейр «Небезпечний спадок», М., 2014 року, ISBN 978-5-389-05850-7